# NGC 136
NGC 136은 카시오페이아자리 방향에 위치한 산개 성단이다.